# Castell de la Trinitat
Das Castell de la Trinitat (katalanisch; spanisch Castillo de la Trinidad; etwa ‚Dreifaltigkeitsfestung‘) ist eine renovierte militärische Artilleriefestung aus dem 16. Jahrhundert in der Stadt Roses.

## Lage und ursprüngliche Konstruktion
Das Castell de la Trinitat befindet sich auf einer zirka 60 Meter über dem Meeresspiegel gelegenen Felsgesteinerhebung, der Punta de la Poncella, unmittelbar an der Meeresbucht von Roses. Die Festung besaß eine Mauerstärke von zwei bis fünf Metern, bei einer Höhe von 18  bis 20 Metern. Das Kastell wurde unregelmäßig sternförmig konstruiert. Die scharfen Kanten der fünfstrahligen Außenwände waren dazu ausgelegt, feindliche Geschosse abzuwehren. Vier vorspringende Bastionen dienten dem Abfeuern von Kanonen in alle Richtungen und eine fünfte als Eingangsbastion. Drei verschiedene Ebenen dieser Artilleriefestung nahmen jeweils Kanonen, Mörser und Haubitzen auf. Die unteren beiden Ebenen dienten dazu, den Hafen und die Stadt zu verteidigen; die oberste Ebene war zur Bekämpfung des Feindes auf dem Berg Puig Rom bestimmt. Das Castell verfügte über zwei Zisternen, Vorratskammern, Waffenlager und Pulvermagazine und war für eine militärische Besatzung von maximal zirka 350 Soldaten ausgelegt.

## Geschichte

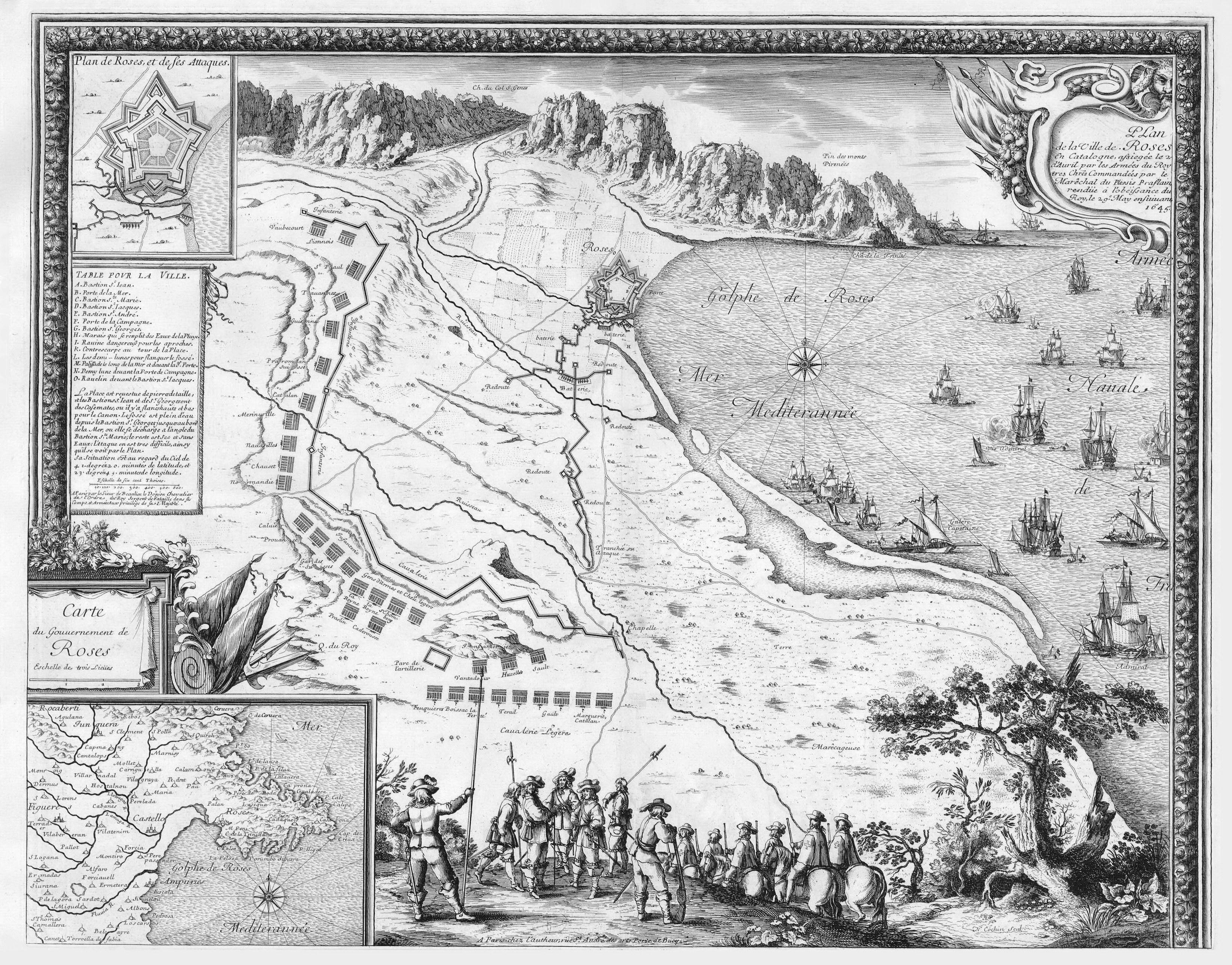
Die Burg auf einer militärischen Lagedarstellung aus 1645 (oben rechts)

Roses wurde im frühen 16. Jahrhundert wiederholt von nordafrikanischen Piraten angegriffen und geplündert. Kaiser Karl V. beschloss anlässlich einer persönlichen Ortsbesichtigung, diese strategisch wichtige Küstenstadt militärisch zu befestigen. Die Errichtung der Ciutadella de Roses im Jahre 1543 war der erste Schritt des spanischen Monarchen, eine umfassende militärische Befestigung von Roses zu erreichen, die auch dem Schutz vor den verfeindeten Franzosen dienen sollte. Ein Jahr später wurde das Verteidigungsbollwerk durch Errichtung der „Kanonenfestung“ Trinitat  erweitert; die Fertigstellung des Castells erfolgte im Jahre 1651. Im 17., 18. und 19. Jahrhundert waren Roses und seine militärischen Festungsanlagen wiederholt Schauplätze blutiger Belagerungs- und Eroberungsfeldzüge durch Franzosen und Österreicher. Die letzte Okkupation erfolgte im Jahre 1808 unter Napoleon Bonaparte, nachdem die Festung von einer englisch-spanischen Besatzung unter Alexander Cochrane zuvor verteidigt wurde, die bei ihrem Rückzug auf englische Schiffe einen Teil des Castells sprengen ließ. Im Jahre 1814 wurde das Castell de la Trinitat während des napoleonischen Krieges durch die Franzosen weitergehend gesprengt und blieb bis zum Jahre 2002 nur als in Trümmern liegende Ruine erhalten.

## Restaurierung und heutige Nutzung
Das Castell de la Trinitat wurde ab dem Jahre 2002 durch die Gemeinde Roses wieder aufgebaut und restauriert. Die Wiederherstellung erfolgte nicht historisierend, sondern authentische Bausubstanz und Bruchsteinmauerwerk wurden mit (modernen) Sichtbetonwänden kombiniert. Das Gebäude steht seit dem 26. September 2010 der Öffentlichkeit wieder zur Verfügung. In dem für zirka zwei Millionen Euro restaurierten Castell soll ein Museum etabliert werden. Gastronomische Einrichtungen, Konferenzen und andere Veranstaltungen sollen im Castell de la Trinitat ebenfalls künftig ermöglicht werden. Ziel der Gemeindeverwaltung von Roses ist es, das kulturelle „Erbe“ dieser vormals bedeutenden Küstenfestung in ihrer Bauweise und Geschichte zu bewahren und zeitgemäß zu nutzen.

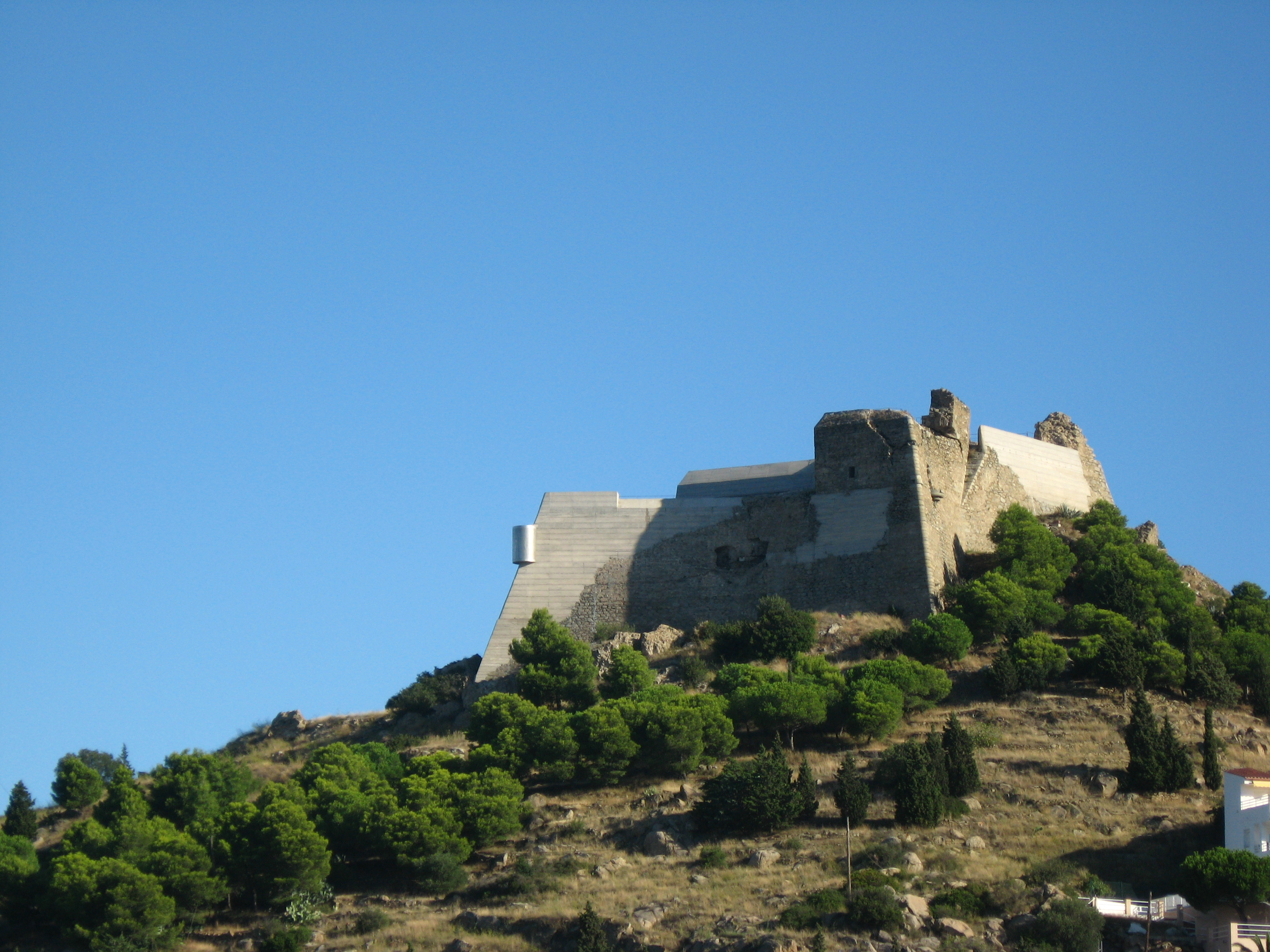
Teilansicht
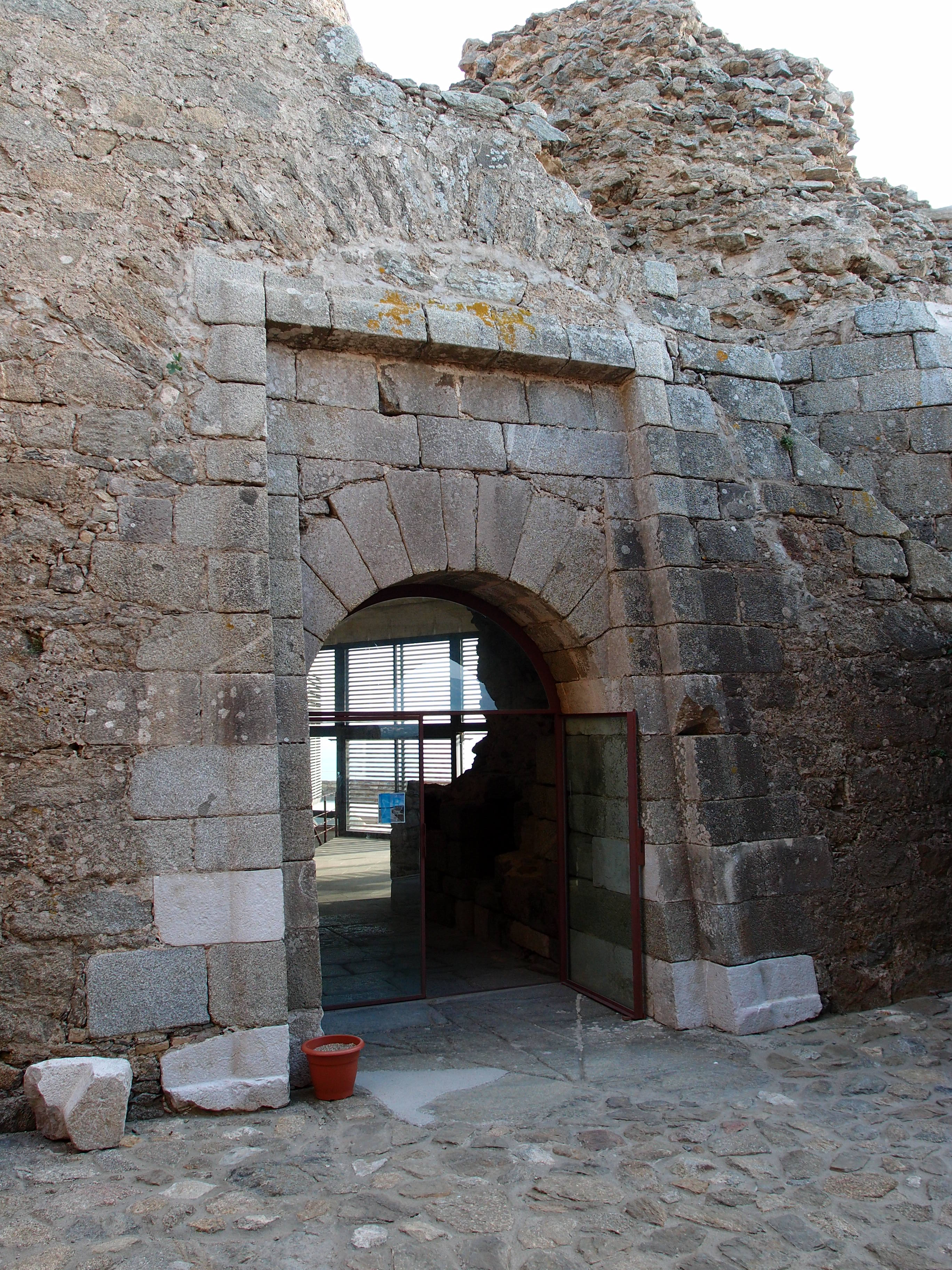
Burgtor
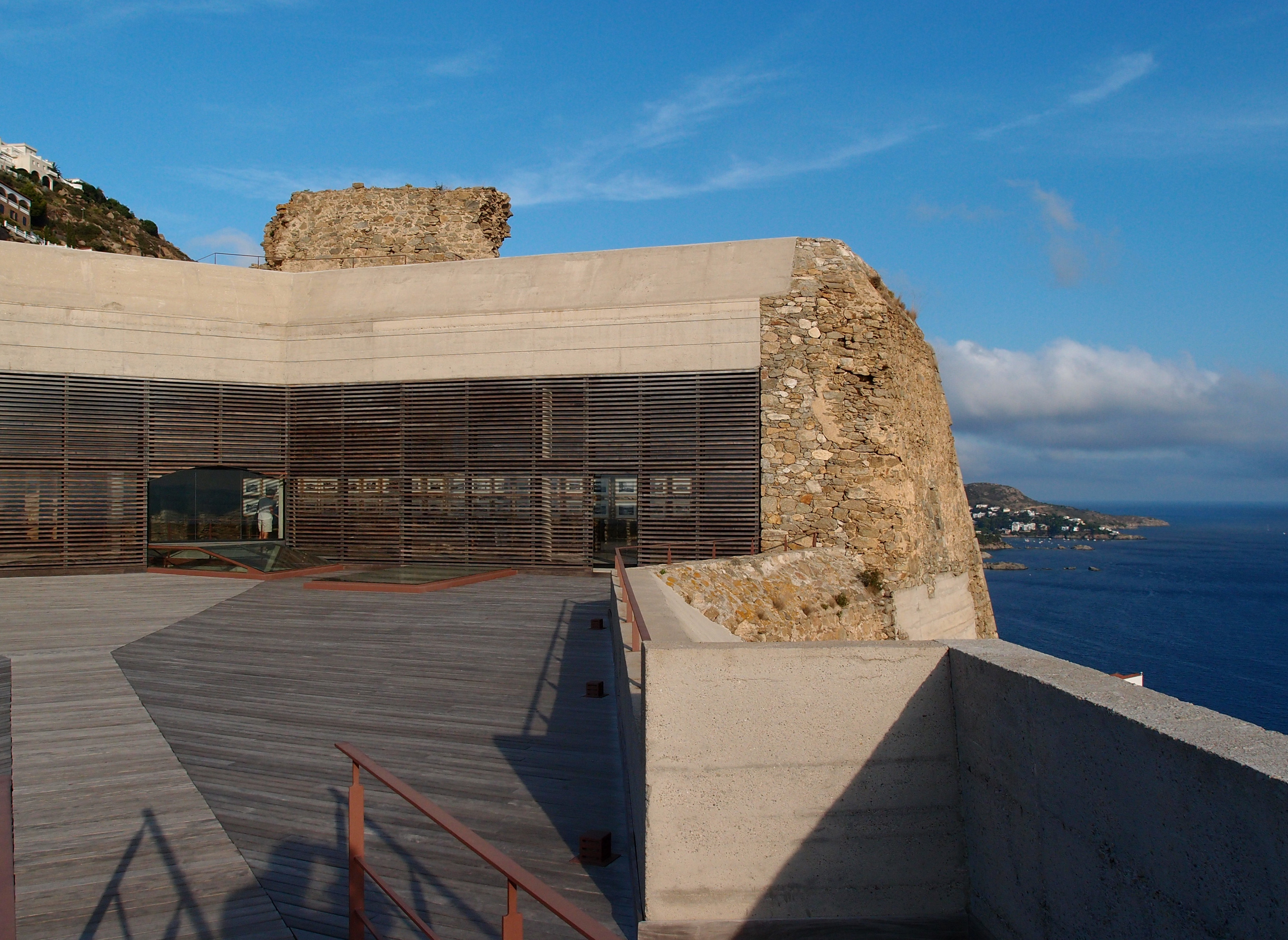
Aussichtsterrasse
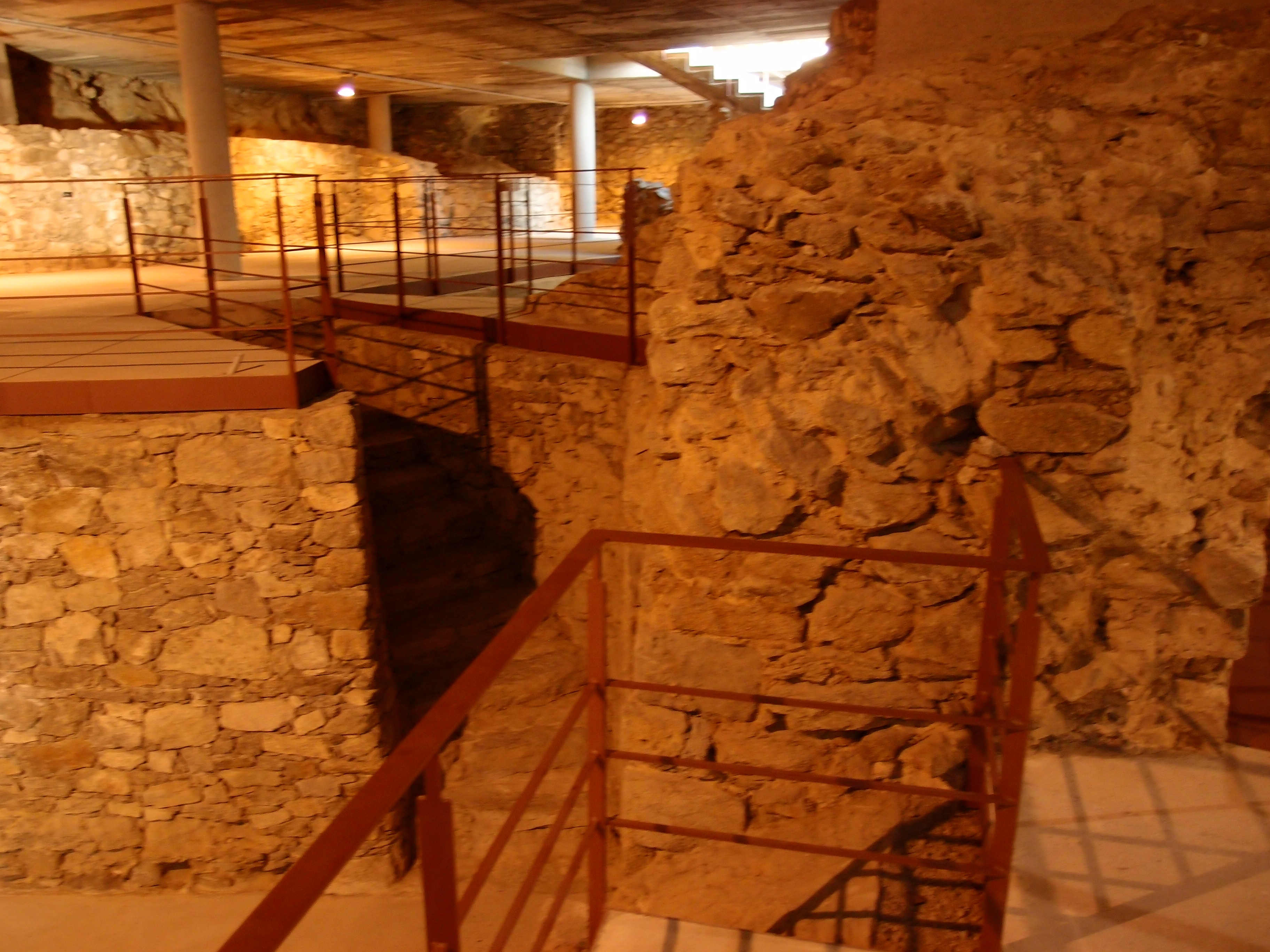
Innenaufnahme